# ズオン・ティ・ヴィエット・アイン
ズオン・ティ・ヴィエット・アイン（Dương Thị Việt Anh、楊氏越英、1989年12月30日 -）はベトナムの女子陸上競技選手。専門は走り高跳び、五種競技。
2009年にハノイ開催されたアジア室内競技大会では五種競技に出場したが、5位に終わっている。2010年にテヘランで開催されたアジア室内陸上競技選手権大会に出場し、走り高跳びで銅メダルを獲得した。

## 主な国際大会成績
| 年           | 大会                                     | 会場                           | 結果         | 種目         | 補足         |
| ベトナム代表 | ベトナム代表                             | ベトナム代表                   | ベトナム代表 | ベトナム代表 | ベトナム代表 |
| ------------ | ---------------------------------------- | ------------------------------ | ------------ | ------------ | ------------ |
| 2008         | アジアジュニア陸上競技選手権大会         | インドネシア、ジャカルタ       | 3位          | 走高跳       | 1.70m        |
| 2009         | アジアインドアゲームズ                   | ベトナム、ハノイ               | 5位          | 五種競技     | 3547点       |
| 2009         | 東南アジア競技大会                       | ラオス、ビエンチャン           | 3位          | 走高跳       | 1.88m        |
| 2009         | 東南アジア競技大会                       | ラオス、ビエンチャン           | 4位          | 七種競技     | 4657点       |
| 2010         | アジア室内選手権大会                     | イラン、テヘラン               | 4位          | 走高跳       | 1.83m        |
| 2011         | アジア選手権大会                         | 日本、神戸市                   | –            | 七種競技     | DNF          |
| 2011         | 東南アジア競技大会                       | インドネシア、パレンバン       | 1位          | 走高跳       | 1.90m        |
| 2011         | 東南アジア競技大会                       | インドネシア、パレンバン       | 3位          | 七種競技     | 5196点       |
| 2012         | アジア室内選手権大会                     | 中国、杭州市                   | 3位          | 走高跳       | 1.84m        |
| 2012         | アジア室内選手権大会                     | 中国、杭州市                   | 2位          | 五種競技     | 3812点       |
| 2012         | オリンピック                             | ロンドン                       | 29位 (q)     | 走高跳       | 1.80m        |
| 2013         | 東南アジア競技大会                       | ミャンマー、ネピドー           | 1位          | 走高跳       | 1.84m        |
| 2017         | 東南アジア競技大会                       | マレーシア、クアラルンプール   | 1位          | 走高跳       | 1.83m        |
| 2017         | アジアインドア・マーシャルアーツゲームズ | トルクメニスタン、アシガバート | 5位          | 走高跳       | 1.75m        |
| 2018         | アジア競技大会                           | インドネシア、ジャカルタ       | 6位          | 走高跳       | 1.80 m       |